# Wallenstein (1978)
Wallenstein ist ein Vierteiler des ZDF aus dem Jahre 1978 mit Rolf Boysen in der Titelrolle. Das Drehbuch von Leopold Ahlsen basiert auf der gleichnamigen Biographie des Historikers Golo Mann aus dem Jahre 1971.

## Handlung

### Teil 1: (ZDF: 19. November 1978) Ein Kaisertreuer
Nach dem Tode seiner Frau Lucretia Nekesch von Landek im Jahre 1614 kann sich Albrecht von Wallenstein als Alleinerbe zum begüterten böhmisch-mährischen Landadel rechnen. Das Verhältnis zwischen den regierenden Habsburgern und dem böhmischen Adel ist gespannt. Am 23. Mai 1618 kommt es zum Prager Fenstersturz, als böhmische Adlige den kaiserlichen Statthalter Wilhelm Slawata und zwei andere habsburgische Abgesandte aus einem Fenster der Prager Burg stürzen. Wallenstein schlägt sich auf die Seite des späteren Kaisers Ferdinand II., der die böhmische Rebellion unterdrücken will. Ferdinand II. entschließt sich zur Allianz mit dem Herzog von Bayern, Maximilian I., dem Haupt der Katholischen Liga. Sie verfügt über eine große militärische Macht unter dem Oberkommandierenden Graf Tilly. Es kommt zur Schlacht am Weißen Berge.

### Teil 2: (ZDF: 22. November 1978) Die großen Geschäfte
Die Kaiserlichen haben in der Schlacht am Weißen Berge (1620) gesiegt. Der „Winterkönig“ Friedrich und Graf Thurn, das Haupt der böhmischen Aufständischen, sind geflohen, Kaiser Ferdinand II. ist jetzt Herr der Lage. Während die Rädelsführer hingerichtet werden, profitieren die Parteigänger des Kaisers von dem Erfolg. Allen voran Wallenstein. Er wird zum Militärbefehlshaber in Böhmen ernannt und erhält für seine Treue das Herzogtum Friedland. 1623 heiratet er Isabella, die Tochter des Reichsgrafen Karl von Harrach, der einer der wichtigsten Finanzberater des Kaisers ist. Wallensteins gutes Verhältnis zum Hause Habsburg wird noch enger.
Er hat am Hof aber nicht nur Freunde.

### Teil 3: (ZDF: 26. November 1978) Im Labyrinth
Der zum Generalissimus ernannte Wallenstein ist mit seinem Heer in den Niedersächsischen Reichskreis vorgestoßen. Er bemüht sich, seinen Soldaten und Offizieren, die sich durch Plünderungen schadlos halten wollen, Disziplin „einzuimpfen“. Sein Organisationstalent und seine neuen Methoden der Kriegsführung verschaffen ihm immer mehr Anerkennung. Sein Name wird zum Mythos. Wallenstein eilt von Erfolg zu Erfolg.
1628 gelingt es ihm, den Dänenkönig Christian IV., der weit nach Mitteldeutschland vorgerückt ist, vom Festland zu vertreiben. Kaiser Ferdinand II. weist Wallenstein das Herzogtum Mecklenburg als erbliches Eigentum zu.

### Teil 4: (ZDF: 29. November 1978) Das heimliche Urteil
Nach einem unaufhaltsamen Siegeszug hat der schwedische König Gustav Adolf, der für die Sache der Protestanten kämpft, die bayerische Landeshauptstadt München besetzt. Tilly stirbt, Kurfürst Maximilian I. flieht in den äußersten Zipfel seines Landes. In dieser bedrohlichen Situation gewinnt Kaiser Ferdinand II. den abgesetzten Wallenstein zurück. Der Generalissimus, jetzt sogar auch mit der Vollmacht zu diplomatischen Verhandlungen versehen, beweist erneut sein strategisches Geschick. Seine Taktik: den Gegner lahmlegen, ihn blockieren, ihn ausbluten lassen. In der Schlacht von Lützen in der Nähe von Leipzig treffen die Heere Wallensteins und des Schwedenkönigs aufeinander. Gustav Adolf fällt. Der Ausgang der Schlacht bleibt unentschieden.
Am 24. Januar 1634 wird in Wien in einer geheimen Konferenz die Absetzung Wallensteins beschlossen (nach Hochverratsvorwürfen und Verurteilung durch ein Geheimgericht). Dies führt etwa einen Monat später seine Ermordung durch kaisertreue Offiziere herbei.

## Die wichtigsten Personen
- Albrecht Wenzel Eusebius Graf von Wallenstein (Rolf Boysen),
späterer Herzog von Friedland und Mecklenburg, kaiserlicher Generalissimus. Wallenstein ist ein Mann, der dem kleinen böhmischen Landadel entstammt. Als früh verwaister Jüngling erlernt er das Kriegshandwerk und macht im Dreißigjährigen Krieg als Heerführer und Politiker eine beispiellose Karriere. Sein Schicksal erfüllt sich, als er – des ewigen Kämpfens müde – einen Frieden um jeden Preis zu schließen versucht und sich damit seinem Kaiser widersetzt. Wallenstein endet durch Mörderhand.

- Ferdinand II. (Romuald Pekny),
römisch-deutscher Kaiser, König von Böhmen; der Vetter und Nachfolger des schwachen Kaisers Matthias. Der Kaiser aus dem Haus Habsburg ist Wallensteins Gönner und Förderer, wird jedoch zum Schluss sein unversöhnlicher Feind.

- Herzog Maximilian I., Kurfürst von Bayern (Werner Kreindl),
ein Vetter und später auch Schwager des Kaisers Ferdinand. Beide sind als Knaben gemeinsam in Ingolstadt zur Schule gegangen. Ein zeremonieller Vorfall aus dieser Zeit belastet ihre Beziehungen. Maximilian ist seit 1609 Haupt der Katholischen Liga und sendet 1619 seine Armee dem Kaiser zu Hilfe. Er wird zum erbitterten Rivalen Wallensteins und betreibt dessen Absetzung auf dem Reichstag zu Regensburg.

- Friedrich V., Kurfürst von der Pfalz (Christian Reiner),
im Alter von 23 Jahren lässt er sich zum König von Böhmen wählen, auf einen Thron, den auch Ferdinand beansprucht – eine der Ursachen für den Dreißigjährigen Krieg.

- Elisabeth von Böhmen (Reinhild Solf),
Ehefrau Friedrichs V., eine englische Prinzessin.

- Pater Wilhelm Lamormaini (Hans Caninenberg),
ein aus Luxemburg stammender Jesuit; seit 1624 Beichtvater des Kaisers, auf den er großen Einfluss ausübt.

- Rombaldo Graf Collalto (Karl Walter Diess),
Präsident des Kaiserlichen Hofkriegsrates.

- Johann Tserclaes Graf Tilly (Ernst Fritz Fürbringer),
neben Wallenstein einer der beiden großen Heerführer des Dreißigjährigen Krieges und, nach dessen Absetzung im Jahre 1630, als sein Nachfolger militärischer Oberbefehlshaber des Kaisers. Tilly stirbt zwei Jahre vor Wallenstein an den Folgen einer im Felde erlittenen Verwundung.

- Karl Leonhard Graf von Harrach (Franz Stoß),
einer der engsten Mitarbeiter Ferdinands II. – Seine Tochter Isabella wird die zweite Ehefrau Wallensteins.

- Isabella (Erika Deutinger),
zweite Frau von Wallenstein, Tochter des kaiserlichen Finanzberaters Graf Harrach.

## Golo Mann
Golo Mann über den Film nach seiner Wallenstein-Biographie: „Alle Rollen sind hervorragend besetzt - für mich das Nonplusultra ... Regisseur, Produzent und Redakteur wussten den Reiz (des Stoffes) wirklich auszuschöpfen. Darüber habe ich mich sehr gefreut.“
Zum Verfilmungskonzept seiner Wallenstein-Biographie hat Golo Mann insgesamt u. a. festgestellt: „Es ist ein Epos von Krieg und Frieden ... Die Geschichte eines Menschen und sogenannten führenden Menschen in diesem Labyrinth. Die Geschichte von einer ... verlorenen Identität.“

## Hintergrund
Leopold Ahlsen, Spezialist für historische TV-Stoffe (Die merkwürdige Lebensgeschichte des Friedrich Freiherrn von der Trenck, Des Christoffel von Grimmelshausen abenteuerlicher Simplizissimus u. a.), schrieb sieben verschiedene Drehbücher für diesen Vierteiler. Die siebte Fassung, die Wallensteins Bemühen um einen deutschen Frieden als zentrales Thema hervorhebt, wurde verfilmt.
Drehorte waren u. a. Prag und das Städtchen Slavonice, Debrné, Landshut mit seiner Burg Trausnitz und der Stadtresidenz, Regensburg (Dom, Reichssaal, Keplerhaus), die Münchner Residenz (Antiquarium) und Schloss Kronborg bei Kopenhagen.

## DVD-Veröffentlichung
Im Jahre 2010 wurde der Vierteiler mit digital restauriertem Bild und Ton auf DVD veröffentlicht. Beigefügt sind ein Gespräch von Günter Gaus mit Golo Mann aus der Fernseh-Sendereihe Zur Person, Anmerkungen von Marcel Reich-Ranicki sowie ein Filmporträt von Günter Grass zu Golo Mann.